# Лайсат Байсарова
Лайсат Байсарова (при народженні Тангієва, інгуш. ТӀонганаькъан Лайсат; 1920, Галашки, Інгушетія, Республіка Горців Кавказу — 2005, Ітум-Кале, Чечня) — інгуська народна месниця, у минулому — комуністична партійна діячка, повстанка проти влади СРСР, абрек на прізвисько «Пантера». Була також відома своєю красою.

## Життєпис
Про її ранні роки та освіту відомо мало. У підлітковому віці вона була зразковою комсомолкою, після закінчення школи і двох років роботи перейшла в комсомол і органи КПРС в Ітум-Кале, куди вона переїхала після весілля, маючи хист до агітації та політичної активності. У комсомолі вона відвідувала снайперські та альпіністські гуртки, де познайомилася зі своїм чоловіком, чеченцем Ахметханом Байсаровим. Вона була першою жінкою, яка піднялася на Ельбрус, зробивши це зі своїм чоловіком Ахмедханом 1939 року.
Вийшла за Ахметхана 1940 року в Москві під час Всесоюзної спартакіади, де вони обидва брали участь як представники Чечено-Інгушетії у спортивній стрільбі зі снайперських гвинтівок.

### Боротьба проти СРСР
Під час Другої світової війни вона продовжила працювати в космомолі, мала бездоганну репутацію партійного працівника, що було рідкістю. 1943 року генерал-лейтенант держбезпеки СРСР Шалва Церетелі запросив її на засідання штабу щодо депортації чеченців та інгушів у Ітум-Кале. На нараді їй було доручено агітувати місцеве населення, щоб воно не чинило опір депортації, за що їй видали перепустку на вільне пересування по території. Чекісти розраховували, що Лайсат допоможе тихо здійснити депортацію.
23 лютого 1944 року почалася операція «Чечевиця» з депортації чеченців та інгушів, Лайсат із чоловіком Ахметханом приєдналися до повстанського загону Хасана Ісраїлова. На той час Лайсат працювала першим секретарем Ітум-Калінського райкому ВЛКСМ. Цього ж дня чекісти викрали сина Лайсан Шаміля разом із її матір'ю і вивезли в невідомому напрямку, мати Ахметана того ж дня померла. 9 березня 1944 року Лайсан із чоловіком влаштувала засідку на невеликий військовий конвой НКВС на мосту через річку в селі Шаро-Аргун, вони захопили листи з секретними наказами та шифровками радіозв'язку для гарнізону Хімоя та друкованих листівок із закликом до населення здаватись. Байсарови вбили лейтенанта НКВС та писаря.
У липні 1944 року в околицях села Пеш-Гамчой Лайсат зі своєю групою ліквідувала чекістську групу з восьми бійців. У серпні вони знищили колону з краденим майном вигнаних чеченців. З іншими учасниками опору вона регулярно перевіряла покинуті села, звідки стріляла по мародерам із Північної Осетії, які, за її власними словами, організовували набіги на покинуті села, збираючи речі депортованих людей.
У вересні 1944 року чоловік Лайсат Ахметхан загинув під час бою з чекістами, що оточили повстанців у селі Мойсти. 29 грудня чекісти схопили та розстріляли керівника чеченського повстання Хасана Ісраїлоа. Лайсан змогла вибратися живою з засідки і вбити кількох зрадників. Завдяки вправній стрільбі та вмінню лазити по скелям, Лайсан була невловимою для переслідувачів.

### Подальше життя
Лайсан жила в горах до 1957 року, коли депортованим інгушам та чеченцям дозволили повернутися на свої землі. Тоді вона перетнула Кавказький хребет і оселилася в Грузинській РСР. Лайсан вдруге вийшла заміж, її чоловіком став Торіел Тоідзе, у шлюбі народилися кілька дочок.
Коли через багато років помер її другий чоловік, вона залишила дочок у Грузії і сама повернулася до Чечні, жила в місті Ітум-Кале, де й померла у віці 85 років.

## Родина
- Мала чотирьох братів та трьох сестер. Син Шаміль був убитий разом із всією сім'єю чекістами під час депортації інгушів.
- Чоловік — Ахметхан Байсаров, загинув у вересні 1944.
- Другий чоловік — Торіел Тоідзе